# Gustavo Battaglia
Gustavo Andrés Battaglia Benítez (Buenos Aires, Argentina - 26 de juliol de 1967) és un guitarrista de tango i compositor argentí conegut artísticament com Gustavo Battaglia i resident a Barcelona des de 1994.

## Trajectòria artística
Gustavo Battaglia s'acosta a la guitarra als quatre anys en l'ambient d'una família de músics, aprenent els primers concordes dels seus oncles guitarristes i del seu germà, el músic Gabriel Battaglia. Comença els seus estudis de guitarra clàssica amb el professor José Luís Merlín; realitza cursos d'harmonia, composició i rítmica amb el guitarrista peruà Lucho González i s'especialitza en Tango amb el mestre Héctor Curto i en Folklore amb el músic Pablo Trosman. Desenvolupa una intensa labor com a acompanyant de cantants de tango: Fernando Ríos Palacio, Rodrigo Flores, Mayte Caparrós, Elba Picó, Bibi González, Analía Carril, Magali Fontana i Silvina Laura entre d'altres. Al costat del bandoneonista Marcelo Mercadante, introdueix en el tango argentí al cantaor Miguel Poveda.
Resident a Barcelona des de 1994, forma part de diverses agrupacions, entre les quals cal destacar el "Trío Argentino de Tango", amb Marcelo Mercadante al bandoneó i Andrés Serafini en baix elèctric, amb el qual grava dos discos: T.A.T. i Revolucionario, i realitza concerts en locals, teatres i festivals arreu d'Europa i part d'Àfrica, el trio ha venut més de 10.000 còpies dels seus registres.
Crea i dirigeix els trios "Capicúa", "El Entre" i participa al costat dels seus germans Gerardo Battaglia (percussió) i Gabriel Battaglia (guitarra) en el grup "Los Hermanos Battaglia". És convocat com a director musical i guitarrista en diversos espectacles de tango de petit, mitjà i gran format.

## Discografia
- Umbrales, Gustavo Battaglia amb Sandra Rehder (Nómada 57, 2014)
- Justamente amb Marcelo Mercadante y su Quinteto Porteño, 2014.
- Tachar nostalgias (Nuba Records), 2009.
- Desde mi arrabal amb Fernando Ríos Palacio, 2009.
- Suburbios del alma amb Marcelo Mercadante (Acqua Records), 2007.
- Travels en bandoneón (Auva Música), 2004.
- Revolucionario (Gemecs), 1996.
- Trío Argentino de Tango (T.A.T.) (Gemecs), 1995.